# پیمان بخارست (۱۸۱۲)

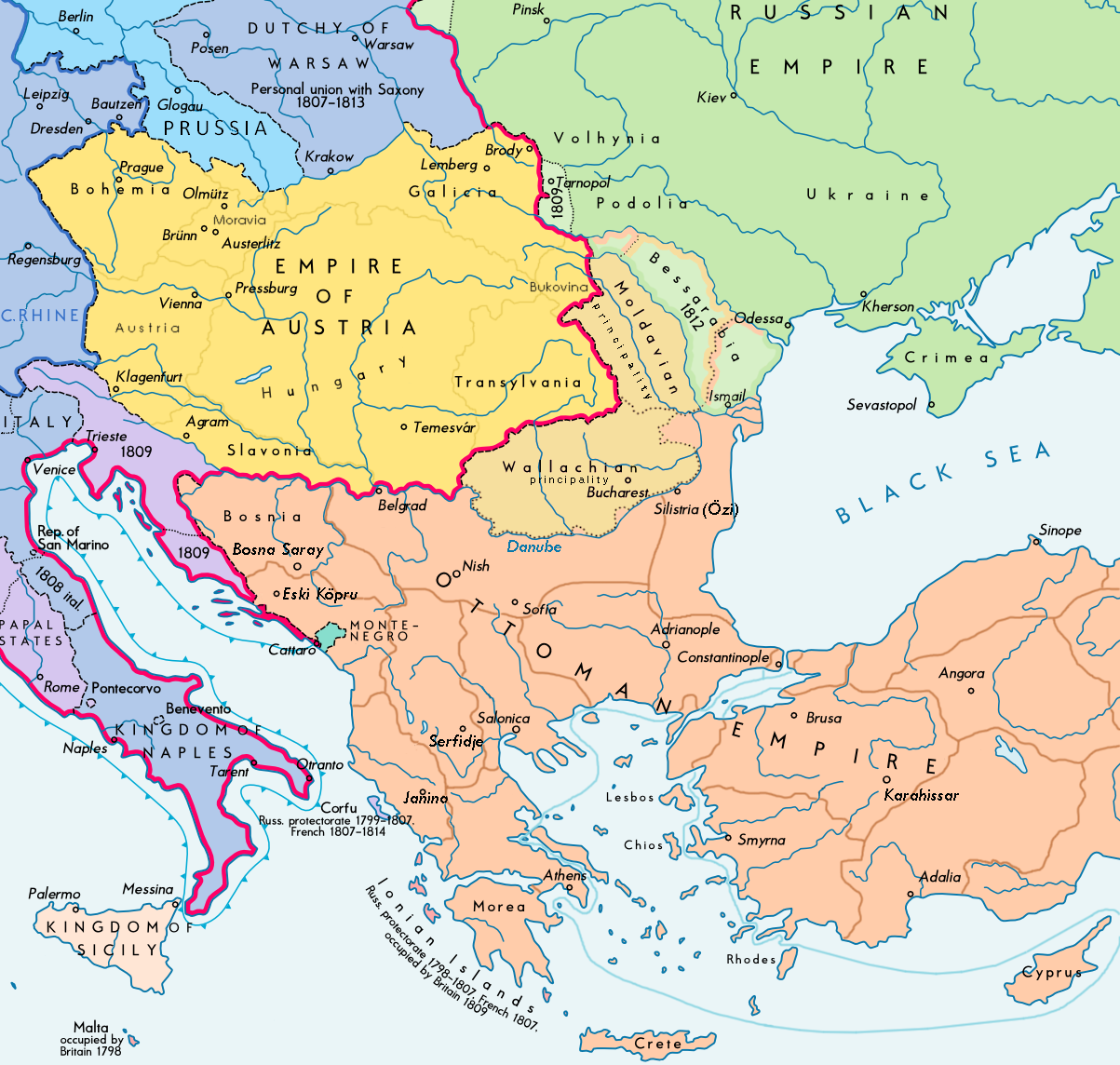
اروپای جنوب شرقی پس از پیمان، بیسارابیا با رنگ سبز روشن نشان داده شده‌است

پیمان بخارست بین امپراتوری عثمانی و امپراتوری روسیه، در ۲۸ مه ۱۸۱۲ در مسافرخانه مانوک در بخارست امضا شد و در ۵ ژوئیه ۱۸۱۲، در پایان جنگ روسیه و ترکیه (۱۸۰۶–۱۸۱۲) تصویب شد. عثمانی‌ها در جنگ ضعیف عمل کرده بودند. باب عالی بیش از هر چیز می‌خواست از درگیری قریب‌الوقوع بین فرانسه ناپلئون و روسیه دور بماند. روس‌ها خواهان جنگ در دو جبهه نبودند، بنابراین صلح کردند تا برای جنگ آتی با فرانسه آزاد باشند. عثمانی‌ها خود را از یک جنگ بالقوه فاجعه‌بار با از دست دادن جزئی قلمرو نجات داده بودند. این پیمان مبنای مناسبات آینده روسیه و عثمانی شد.
طبق شرایط آن، بودجاک و نیمه شرقی شاهزاده‌نشین مولداوی، بین رودهای پروت و دنیستر، با وسعت ۴۵٬۶۳۰ کیلومتر مربع (۱۷٬۶۱۷٫۸ مایل مربع)، (بیسارابیا)، توسط امپراتوری عثمانی (که مولداوی دست‌نشانده آن بود) به روسیه واگذار شد. همچنین، روسیه حق تجارت در دانوب را به دست آورد.
در قفقاز جنوبی، عثمانی‌ها با پذیرش الحاق پادشاهی ایمرتی به روسیه در سال ۱۸۱۰ از ادعاهای خود در مورد بیشتر مناطق غربی گرجستان صرف‌نظر کردند.در عوض، آنها کنترل آخالکالاک، پوتی و آناپا را که قبلاً در جریان جنگ به تصرف نیروهای روسی-گرجستانی درآمده بودند، حفظ کردند.
علاوه بر این، آتش‌بس (ماده ۸ پیمان) با صربهای شورشی امضا شد و خودمختاری به صربستان داده شد.
پیمان بخارست که توسط فرمانده روس میخائیل کوتوزوف امضا شد، ۱۳ روز قبل از حمله ناپلئون به روسیه توسط الکساندر یکم، امپراتور روسیه تصویب شد.
در ۱۷ آوریل ۲۰۱۱، اقدام ۲۰۱۲، ائتلافی از سازمان‌های حامی اتحاد بین مولداوی و رومانی، تأسیس شد. نام این ائتلاف از سال ۲۰۱۲ که مصادف با دویستمین سالگرد معاهده بخارست بود، گرفته شده‌است.